# Луций Тетий Юлиан
Луций Тетий Юлиан (на латински: Lucius Tettius Iulianus; * 45; † 88) e римски сенатор и генерал.
През 68 – 69 г. e командир на Legio VII Claudia в Долна Мизия на Дунав и се бие с роксоланите по времето на император Отон. През 70 г. e претор. През 81 и 82 г. e легат на III Августов легион в Нумидия. През 83 г. e суфектконсул в Рим.
През 88 г. e управител (legatus Augusti pro praetore Moesiae) на провинция Долна Мизия.
Домициан подготвя нов поход срещу даките от крепостта Виминатиум (Костолац в Сърбия), генералската квартира в Горна Мизия.
През 88 г. Луций Тетий Юлиан има победа в боевете с даките на Децебал при битката при Тапе (Tapae) в Дакия.
През 89 г. Децебал и Домициан сигат до премирие, при което Децебал става римски клиент и римляните затова му плащат в пари и оръжие.
Баща е на Гай Тетий Африкански Касиан Приск.